# مارک بوید (بازیکن فوتبال)
مارک بوید (انگلیسی: Mark Boyd؛ زادهٔ ۲۲ اکتبر ۱۹۸۱) بازیکن فوتبال اهل بریتانیا است.
از باشگاه‌هایی که در آن بازی کرده‌است می‌توان به باشگاه فوتبال وورکینگتون ای. اف. سی، باشگاه فوتبال مکلسفیلد تاون، باشگاه فوتبال سلتیک نیشن، باشگاه فوتبال اسلایگو راورز، باشگاه فوتبال بارو، باشگاه فوتبال کارلایل یونایتد، باشگاه فوتبال ساوتپورت، باشگاه فوتبال پورت ویل، باشگاه فوتبال آکرینگتون استنلی، و باشگاه فوتبال درویلزدن اشاره کرد.